# Yehoshua Bar-Hillel
Yehoshua Bar-Hillel (Vienna, 3 giugno 1915 – Gerusalemme, 25 settembre 1975) è stato un matematico, filosofo e linguista israeliano noto per i suoi lavori sui linguaggi formali.

## Biografia
Cresciuto a Berlino, si laurea in filosofia presso l'Università Ebraica di Gerusalemme. Studia con il filosofo Rudolf Carnap ed il matematico Adolf Fraenkel con cui scrive Teoria degli insiemi e logica.
Lavora sulla traduzione automatica al Massachusetts Institute of Technology fino al 1953, alcuni anni prima dell'arrivo di Noam Chomsky.
Nel 1961 dimostra il pumping lemma per i linguaggi regolari ed il pumping lemma per i linguaggi liberi dal contesto (noto come lemma di Bar-Hillel).
Sua figlia, Maya Bar-Hillel, è esperta in psicologia cognitiva. La nipote Gili è la traduttrice in lingua ebraica della serie Harry Potter.